# Jiří Kodet

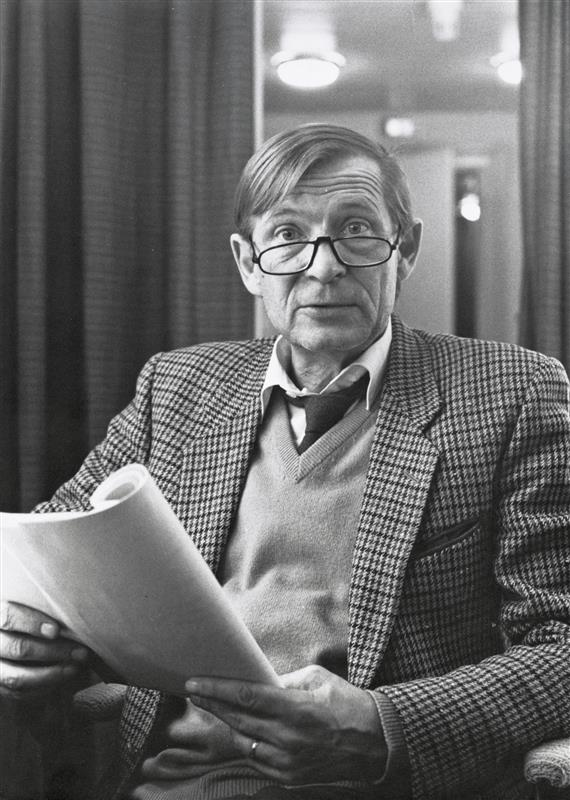
Jiří Kodet.

Jiří Kodet, född 6 december 1937 i Prag, Tjeckoslovakien, död 25 juni 2005 i Prag, Tjeckien, var en tjeckisk skådespelare. Kodet började skådespela på 1950-talet, och under flera decennier dök han upp i mängder av tjeckoslovakiska filmer och TV-serier. Han syntes ofta i roller som aristokrater, koleriker eller roller med allmänt negativa egenskaper. Först mot slutet av sitt liv fick han ett större erkännande i hemlandet. Han mottog  filmpriset Det tjeckiska lejonet vid två tillfällen, först för bästa manliga biroll i Knoflíkári 1997, sedan för bästa huvudroll som kolerisk far i Pelíšky 1999.

## Filmografi, urval
- 1963 – Om någonting annat
- 1966 – Låt tågen gå
- 1969 – Všichni dobří rodáci
- 1972 – Morgiana
- 1977 – Äppelleken
- 1977 – Nemocnice na kraji města (TV-serie)
- 1980 – Syndabocken
- 1980 – Arabela (TV-serie)
- 1983 – Návštěvníci (TV-serie)
- 1994 – Akumulátor 1
- 1999 – Pelíšky